# Compsoptera punctaria
Compsoptera punctaria là một loài bướm đêm trong họ Geometridae.